# Bárány-féle forgószék

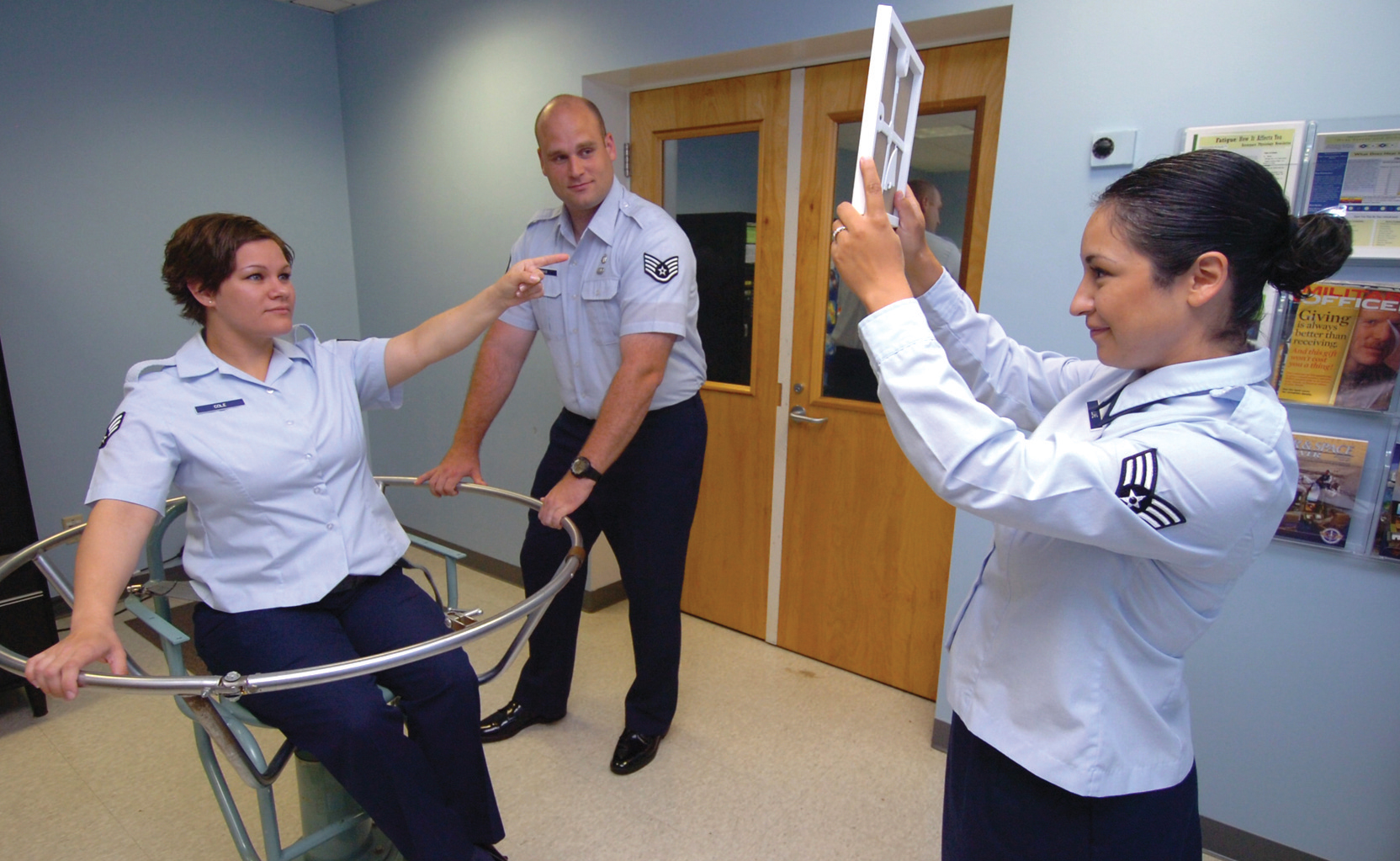
Bárány-forgószékben demonstrálják a tesztszemély érzékszervi észlelését és térbeli tájékozódását. Megforgatják a székben, majd megállítják, s a vizsgált személy megpróbál egy teszttáblára mutatni

A Bárány-féle forgószék repülőgép-fiziológiai képzésre használt eszköz, különösen pilótahallgatók számára.

## Teszt
A tesztalanyt a székbe ültetik, bekötik a szemét, majd megpörgetik a függőleges tengely körül, miközben a fejét függőlegesen, előre vagy oldalra döntve tartatják. Ezután a tesztalanynak olyan feladatokat kell végrehajtania, mint a forgásirány meghatározása bekötött szemmel, vagy gyorsan változtassa meg a feje tájolását, vagy próbáljon meg egy álló tárgyra mutatni szabad szemmel, miután a széket megállították. A szék a térbeli dezorientációs hatások bemutatására szolgál, bizonyítva, hogy a fül vesztibuláris (egyensúlyi) rendszerében nem szabad megbízni a repülés során. A pilótákat arra tanítják, hogy ehelyett a repülőgép-fedélzeti műszereire kell hagyatkozniuk. 

## Egyéb felhasználása
A készüléket utazási betegség kezelésében is használják.

## Nobel-díj
A széket Bárány Róbert magyar származású osztrák orvosról nevezték el, aki ezt az eszközt használta a belső fül egyensúlyérzéki szerepének kutatása során. Ezzel elnyerte 1914-ben a fiziológiai és orvostudományi Nobel-díjat. 

## Fordítás
- Ez a szócikk részben vagy egészben  a   Bárány chair című angol Wikipédia-szócikk ezen változatának fordításán alapul.  Az eredeti cikk szerkesztőit annak laptörténete sorolja fel. Ez a jelzés csupán a megfogalmazás eredetét és a szerzői jogokat jelzi, nem szolgál a cikkben szereplő információk forrásmegjelöléseként.